# Israel Regardie
Israel Regardie (ur. 17 listopada 1907 w Londynie, zm. 10 marca 1985 w Sedonie w stanie  Arizona) – pisarz angielski, okultysta.
W 1928 został sekretarzem Aleistera Crowleya.
Gdy Hermetyczny Zakon Złotego Brzasku został rozwiązany, Regardie przejął jego dokumenty i stworzył książkę Złoty Brzask, co sprawiło, iż uzyskał reputację osoby łamiącej tajemnice. Książka ta jednak przemieniła prace Zakonu w całkowicie nową gałąź zachodniej tradycji okultystycznej. Różne organizacje twierdzące, iż są następcami oryginalnego Złotego Brzasku oraz systemy magii przez nie praktykowane zawdzięczają swoją egzystencję pracy Regardiego. Niektóre z innych jego prac to Ogród Granatów (ang. A Garden of Pomegranates), Środkowy Filar (ang. The Middle Pillar) oraz Drzewo Życia (ang. The Tree of Life).
W późniejszym okresie swego życia Regardie zaczął poważnie żałować tego, iż do jego prac wprowadzono zmiany i dodatki w nowych edycjach, i tak je drukowano. Przypuszczalnie prace te nie oddają dokładnie tego, co chciał przekazać Regardie.

## Lista książek napisanych przez Israela Regardie
- A Garden of Pomegranates (Ogród Granatów)
- The Tree of Life (Drzewo Życia)
- My Rosicrucian Adventure (Moja Przygoda Różokrzyżowa)
- The Art of True Healing (Sztuka Prawdziwego Uzdrawiania)
- The Middle Pillar (Środkowy Filar)
- The Philosopher's Stone (Kamień Filozoficzny)
- The Romance of Metaphysics (Romans Metafizyki)
- The Art and Meaning of Magic (Sztuka i Znaczenie Magii)
- Be Yourself, the Art of Relaxation (Bądź Sobą, Sztuka Relaksu)
- New Wings for Daedalus (Nowe Skrzydła dla Dedala)
- Twelve Steps to Spiritual Enlightenment (Dwanaście Kroków do Duchowego Oświecenia)
- The Eye in the Triangle (Oko w Trójkącie)
- Roll Away the Stone (Odtocz Kamień)
- The Legend of Aleister Crowley (Legenda Aleistera Crowleya, współautor P. R. Stephenson)